# Festuca vaginata
Festuca vaginata är en gräsart som beskrevs av Franz de Paula Adam von Waldstein-Wartemberg, Pál Kitaibel och Carl Ludwig von Willdenow. Festuca vaginata ingår i släktet svinglar, och familjen gräs. Inga underarter finns listade i Catalogue of Life.